# Constantin von und zu Liechtenstein

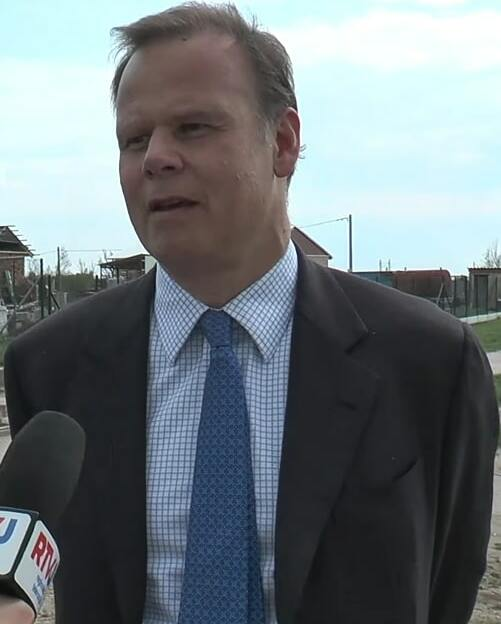
Constantin von Liechtenstein

Prinz Constantin Ferdinand Maria von und zu Liechtenstein, Graf zu Rietberg, (* 15. März 1972 in St. Gallen; † 5. Dezember 2023) war ein liechtensteinischer Jurist und Unternehmer.

## Leben und Wirken
Prinz Constantin wurde am 15. März 1972 im Schweizer St. Gallen geboren. Er war der jüngste Sohn des Fürsten Hans-Adam II. von und zu Liechtenstein und seiner Ehefrau Marie geb. Gräfin Kinsky von Wchinitz und Tettau. Sein Grossvater väterlicherseits war Fürst Franz Josef II. Seine zwei Brüder sind der Thronfolger Erbprinz Alois und Prinz Maximilian, seine jüngere Schwester ist Prinzessin Tatjana, verheiratete von Lattorff. Wie alle Mitglieder des Hauses führte er die Anrede Seine Durchlaucht und das Wappen des Fürstlichen Hauses.
Prinz Constantin besuchte die Primarschule Vaduz-Ebenholz und trat 1983 ins Liechtensteinische Gymnasium ein, das er 1991 mit der Matura abschloss. Er schrieb sich 1992 in die Paris-Lodron-Universität Salzburg ein und schloss sie 1997 mit dem Magister der Rechtswissenschaft ab.
Nach Studienabschluss war er für die Raiffeisen Private Equity Management AG (RPEM) und die US-Investmentbank Brown Brothers Harriman in verschiedenen Funktionen tätig. Bis 2011 war er geschäftsführender Gesellschafter der Grünwald Equity Beteiligungs-GmbH, einer Investorin in deutsche mittelständische Unternehmen. Ab 2012 war er Generaldirektor und Vorstandsvorsitzender der Stiftung Fürst Liechtenstein. Zusätzlich hatte er weitere Funktionen inne, u. a. Verwaltungsratsvorsitzender der Rice Tec AG, Stiftungsratsmitglied der Stiftung Fürst Liechtenstein II, Verwaltungsrat der First Participation AG, Beirat der Grünwald Equity Beteiligungs GmbH und Mitglied des Advisory Boards von L-GAM.
2019 wurde Prinz Constantin zum Mitglied des Österreichischen Rates für Nachhaltige Entwicklung in Wien ernannt, dessen vorrangige Ziele die Durchdringung der Sustainable Development Goals der UN Agenda 2030 für Nachhaltige Entwicklung, Konkretisierung und Sichtbarmachung von Nachhaltigkeit sowie die Unterstützung und Beschleunigung von entsprechenden Aktivitäten in Wirtschaft, Gesellschaft, Politik, Wissenschaft, Medien und Öffentlichkeit sind.
Prinz Constantin starb unerwartet am 5. Dezember 2023. In der Folge wurde eine zweitägige Staatstrauer angeordnet.

## Ehe und Nachfahren
Standesamtlich heiratete Prinz Constantin am 14. Mai 1999 Marie Gabriele Franziska Gräfin Kálnoky von Kőröspatak (* 16. Juli 1975) in Vaduz, dem Hauptort Liechtensteins. Die kirchliche Trauung fand am 17. Juli in Číčov, einer slowakischen Gemeinde, statt. Kálnoky von Kőröspatak ist die jüngste von sechs Töchtern des Alois Graf Kálnoky von Kőröspatak (1931–2022) und seiner Gattin Sieglinde, geb. Freiin von Oer (* 1935). Aus dieser Ehe gingen zwei Söhne und eine Tochter hervor:
- Moritz Emanuel Maria (* 27. Mai 2003)
- Georgina Maximiliana Tatjana Maria (* 23. Juli 2005)
- Benedikt Ferdinand Hubertus Maria (* 18. Mai 2008)

## Erbfolge
Dem 1606 geschlossenen Familienvertrag zufolge wird die Erbfolge Liechtensteins patrilinear geregelt. Damit stand Constantin zum Zeitpunkt seines Todes an siebter Stelle der Thronfolge.

## Vorfahren
|                 | Ahnentafel Prinz Constantin von und zu Liechtenstein                                                               | Ahnentafel Prinz Constantin von und zu Liechtenstein                                                            | Ahnentafel Prinz Constantin von und zu Liechtenstein                                                       | Ahnentafel Prinz Constantin von und zu Liechtenstein                                                          | Ahnentafel Prinz Constantin von und zu Liechtenstein                                                                                 | Ahnentafel Prinz Constantin von und zu Liechtenstein                                                                                 | Ahnentafel Prinz Constantin von und zu Liechtenstein                                                                   | Ahnentafel Prinz Constantin von und zu Liechtenstein                                                                   |
| --------------- | --- | --- | --- | --- | --- | --- | --- | --- |
| Ururgrosseltern | Prinz Alfred von und zu Liechtenstein (1842–1907) ⚭ 1865 Prinzessin Henriette von und zu Liechtenstein (1843–1931) | Erzherzog Karl Ludwig von Österreich (1833–1896) ⚭ 1873 Prinzessin Marie Therese von Braganza (1855–1944)       | Graf Joseph von Wilczek (1861–1929) ⚭ 1884 Gräfin Elisabeth Kinsky von Wchinitz und Tettau (1865–1941)     | Graf Zdenko Kinsky von Wchinitz und Tettau (1844–1932) ⚭ 1877 Gräfin Georgine Festetics von Tolna (1856–1934) | Fürst Ferdinand Bonaventura Kinsky von Wchinitz und Tettau (1834–1904) ⚭ 1856 Prinzessin Marie von und zu Liechtenstein (1835–1905)  | Fürst Adolf von Auersperg (1821–1885) ⚭ 1857 Gräfin Johanna Festetics von Tolna (1830–1884)                                          | Graf Johann von Ledebur-Wicheln (1842–1903) ⚭ 1868 Gräfin Karoline Czernin von und zu Chudenitz (1847–1907)            | Graf Heinrich Larisch von Moennich (1850–1918) ⚭ 1871 Gräfin Henriette Larisch von Mönnich (1853–1916)                 |
| Urgrosseltern   | Prinz Alois von und zu Liechtenstein (1869–1955) ⚭ 1903 Erzherzogin Elisabeth Amalie von Österreich (1878–1960)    | Prinz Alois von und zu Liechtenstein (1869–1955) ⚭ 1903 Erzherzogin Elisabeth Amalie von Österreich (1878–1960) | Graf Ferdinand von Wilczek (1893–1977) ⚭ 1921 Gräfin Norbertine Kinsky von Wchinitz und Tettau (1888–1923) | Graf Ferdinand von Wilczek (1893–1977) ⚭ 1921 Gräfin Norbertine Kinsky von Wchinitz und Tettau (1888–1923)    | Graf Ferdinand Vincenz Rudolf Kinsky von Wchinitz und Tettau (1866–1916) ⚭ 1892 Prinzessin Aglaë Franziska von Auersperg (1868–1919) | Graf Ferdinand Vincenz Rudolf Kinsky von Wchinitz und Tettau (1866–1916) ⚭ 1892 Prinzessin Aglaë Franziska von Auersperg (1868–1919) | Graf Eugen von Ledebur-Wicheln (1873–1945) ⚭ 1910 Gräfin Eleonore Larisch von Moennich (1888–1975)                     | Graf Eugen von Ledebur-Wicheln (1873–1945) ⚭ 1910 Gräfin Eleonore Larisch von Moennich (1888–1975)                     |
| Grosseltern     | Fürst Franz Josef II. (1906–1989) ⚭ 1943 Gräfin Georgina von Wilczek (1921–1989)                                   | Fürst Franz Josef II. (1906–1989) ⚭ 1943 Gräfin Georgina von Wilczek (1921–1989)                                | Fürst Franz Josef II. (1906–1989) ⚭ 1943 Gräfin Georgina von Wilczek (1921–1989)                           | Fürst Franz Josef II. (1906–1989) ⚭ 1943 Gräfin Georgina von Wilczek (1921–1989)                              | Graf Ferdinand Carl Kinsky von Wchinitz und Tettau (1907–1969) ⚭ 1933 Gräfin Henriette von Ledebur-Wicheln (1910–2002)               | Graf Ferdinand Carl Kinsky von Wchinitz und Tettau (1907–1969) ⚭ 1933 Gräfin Henriette von Ledebur-Wicheln (1910–2002)               | Graf Ferdinand Carl Kinsky von Wchinitz und Tettau (1907–1969) ⚭ 1933 Gräfin Henriette von Ledebur-Wicheln (1910–2002) | Graf Ferdinand Carl Kinsky von Wchinitz und Tettau (1907–1969) ⚭ 1933 Gräfin Henriette von Ledebur-Wicheln (1910–2002) |
| Eltern          | Fürst Hans-Adam II. (* 1945) ⚭ 1967 Gräfin Marie Kinsky von Wchinitz und Tettau (1940–2021)                        | Fürst Hans-Adam II. (* 1945) ⚭ 1967 Gräfin Marie Kinsky von Wchinitz und Tettau (1940–2021)                     | Fürst Hans-Adam II. (* 1945) ⚭ 1967 Gräfin Marie Kinsky von Wchinitz und Tettau (1940–2021)                | Fürst Hans-Adam II. (* 1945) ⚭ 1967 Gräfin Marie Kinsky von Wchinitz und Tettau (1940–2021)                   | Fürst Hans-Adam II. (* 1945) ⚭ 1967 Gräfin Marie Kinsky von Wchinitz und Tettau (1940–2021)                                          | Fürst Hans-Adam II. (* 1945) ⚭ 1967 Gräfin Marie Kinsky von Wchinitz und Tettau (1940–2021)                                          | Fürst Hans-Adam II. (* 1945) ⚭ 1967 Gräfin Marie Kinsky von Wchinitz und Tettau (1940–2021)                            | Fürst Hans-Adam II. (* 1945) ⚭ 1967 Gräfin Marie Kinsky von Wchinitz und Tettau (1940–2021)                            |
|                 | Prinz Constantin von und zu Liechtenstein (1972–2023)                                                              | | | | | | | |